# نوده انقلاب
نوده انقلاب مرکز بخش نوده انقلاب و شهری در شهرستان خوشاب استان خراسان رضوی ایران است. این شهر در منطقه کوهستانی سردسیری واقع است و آب مصرفی برای کشاورزی از قنات و چاه‌های عمیق، محصولش غلات و شغل مردمش زراعت است.در خرداد ماه ۱۳۹۹ این روستا در مجلس به شهر تبدیل شد.

## قنات‌ها
از قدیم این روستا به روستایی با قناتهای فراوان شهره داشته‌است. تعدادی از آن‌ها از این قراراند:
قنات سرآو: مهم‌ترین قنات نوده وپرآب‌ترین قناتها است که چاه‌های آن از داخل روستا می‌گذرد.
قنات زوی: قناتی است در جنوب شرقی روستا.
قنات قصدف: قناتی در جنوب روستا که در پای کوه کمر شهریز قرار دارد.
دیگر قنات‌ها: قنات کیشمونه، قنات سبرق، قنات کیشمو، قنات کورتون بالا، قنات کورتونه ته، قنات شیاخ، قنات موش، قنات کورتوزاو، قنات خورشیه، قنات بار شیاخ، دهن زو، سینگلی، دربلی، آو نو، گل آباد، حاج آباد، آو آقا، آو خلونا و کیشروک.

## جمعیت
این شهر در بخش نوده انقلاب قرار داشته و بر اساس آخرین سرشماری نفوس و مسکن در سال ۱۳۹۰ تعداد ۱۰۵۰ خانوار در این روستا زندگی می‌کند که ۱۷۰۹ نفر آن‌ها خانم و ۱۷۶۰ نفر مرد هستند و جمعیتش ۳۴۶۹ نفر می‌باشد.